# Летняны (аэродром)
Аэродром «Прага Летняны» (чеш. Letiště Praha Letňany) — внутренний государственный и частный международный аэродром с аттестатом AFIS. Расположен в районе Прага 18, по соседству с аэропортом «Кбелы».
Аэродром принимает самолёты весом до 6 т, вертолёты — до 15 т, сверхлёгкие самолёты, мотопланеры, планеры, воздушные шары и дирижабли.

## История
В 1923 году военный авиазавод «Летов» перестал использовать территорию аэродрома «Кбелы» для испытаний новых самолётов, и это стало причиной постройки в 1924 году нового аэродрома для нужд завода. В 1927 научно-исследовательский авиационный институт также начинает здесь испытания новых боевых машин. Причём здесь проходило тестирование не только машин, сошедших с конвейеров чешских авиазаводов, но и многих заводов других европейских стран и Турции. После оккупации Чехословакии в 1939 году концерн Люфтваффе начинает использовать мощности пражских заводов для выпуска новых самолётов и параллельно расширяет территорию ангаров.
Весной 1945 года район аэродрома подвергся самым разрушительным бомбардировкам союзной авиации из-за большого количества авиазаводов в треугольнике Летняны — Кбелы — Чаковице. Но ангары на его территории каким-то чудом уцелели и представляют собой уникальный комплекс сооружений, рассказывающий об истории чешского авиастроения. После Второй мировой войны на восстановленных заводах продолжается производство самолётов для военной и гражданской авиации. Но централизованная плановая экономика в 1948 году вынуждает завод «Летов» перестать разрабатывать и выпускать самолёты, и аэродром перестаёт быть его испытательной базой. Но научно-исследовательский институт продолжил испытание новых машин на территории аэродрома (легендарные «Дельфин» и «Альбатрос» тестировались именно здесь).
В 1960-х годах аэродром становится базой для спортивной авиации «Svazarmovci».
В конце 1960-х годов площадь территории сильно сократилась — строился жилой квартал Просек, поэтому длина ВПП сильно сократилась, а их ось изменилась. В это же время встал вопрос о закрытии аэродрома. До 1989 года научно-исследовательский институт проводит всё меньше испытаний, но спортивная авиация увеличивает своё присутствие в аэропорту. В 2007 году аэродром приобрела британская компания, которая начала масштабную реконструкцию. За это время были реконструированы обе ВПП, с использованием лазерных инструментов, что позволило сделать их поверхность идеально гладкой. Кроме того, была отремонтирована диспетчерская башня, получившая аттестат AFIS.
Сегодня аэродром представляет собой современный аэродром для частных самолётов, обеспечивающий качественное сервисное обслуживание.

## Описание
Помимо взлёта и посадки аэродром предоставляет целый спектр услуг: заправку топливом, парковку в ангаре и под открытым небом, резервирование места в ангаре, выполнение мелкого ремонта.
Здесь имеется гостиница для пилотов, предоставляются парковочные места для автомобилей, вызов такси. Есть конференц-зал с Wi-Fi. В тёплое время года работает открытое кафе «Letecká vyhlídka» с видом на лётное поле.
Поскольку аэродром международный, паспортный контроль пилоты и пассажиры проходят на его территории, но заявку нужно оставить за 28 часов.
В соответствии с международными правилами, территория полностью огорожена, по периметру 24 часа в сутки ведётся видеонаблюдение. Доступ на территорию — только по специальным удостоверениям, пилоты и пассажиры допускаются по другим документам. На День открытых дверей, концерты и культурные мероприятия, частные вечеринки попасть можно по приглашению.
Здесь работают два аэроклуба — «Flying Academy» и «Flying Club».

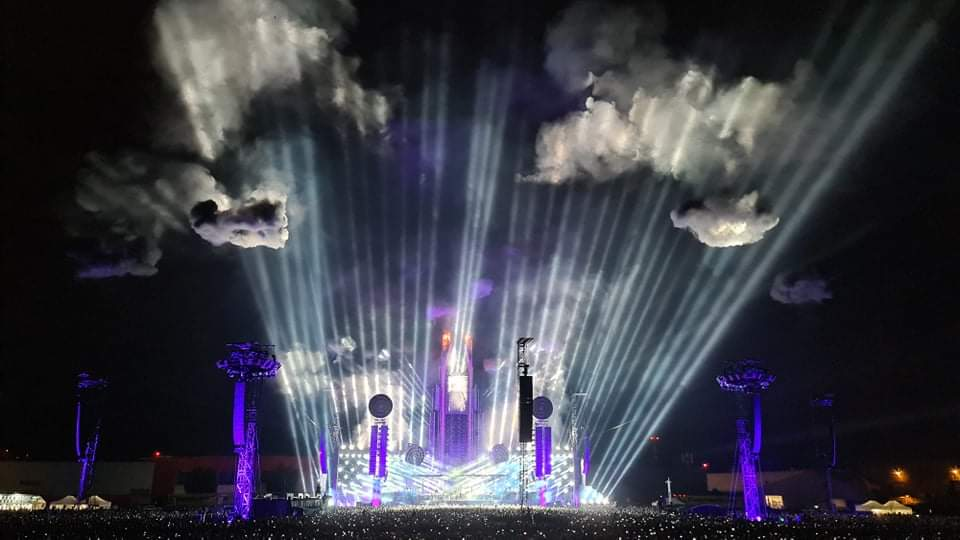
Концерт Rammstein на аэродроме в мае 2022 года

Помимо основного назначения, аэродром предлагает широкий спектр других услуг: проведение на открытой территории различных культурных мероприятий (особенно концертов под открытым небом), также для этой цели используются ангары. Кроме ВПП и ангаров есть внедорожная трасса для экстремального вождения и национальный природный заповедник, охраняющий популяцию занесенного в Красную книгу европейского суслика. В северной части расположен клуб авиамоделирования, который проводит свои выступления ежегодно в сентябре.